# 綱島亀吉
綱島 亀吉（つなじま かめきち、生没年不詳）は明治時代の東京の地本問屋。2代目まで続いた。

## 来歴
辻岡屋、辻亀、島鮮堂と号す。一時期、小柴氏を称したか。慶応の頃、横山町3丁目久兵衛店で、後に御蔵前、明治期に浅草須賀町、浅草瓦町12番地で地本問屋を営業しており、明治元年（1868年）4月に島鮮堂を創業する。慶応2年（1866年）3月に地本草紙問屋に加入し、明治5年（1872年）から明治11年（1878年）には浅草瓦町12番地で、明治20年（1887年）には馬喰町2丁目14、翌明治21年（1888年）には馬喰町2丁目11で営業していた。主に月岡芳年、守川周重、楊洲周延、3代目歌川広重、中澤年章、楊斎延一らの錦絵などを出版している。明治30年（1897年）4月に家督を2代目（明治4年4月3日生まれ）にゆずる。明治34年（1901年）から明治37年（1904年）まで東京地本彫画営業組合の組合長を務めている。

## 作品
- 月岡芳年 『太平記美濃霧中大合戦』 大判3枚続 錦絵 慶応2年
- 月岡芳年 『太平記姉ケ原大合戦志村政蔵勇戦之図』 大判3枚続 錦絵 明治元年（1868年）
- 月岡芳年『新撰東錦絵』 大判 錦絵揃物
- 守川周重 『東京築地ホテル館上総海上遠景図』 大判3枚続 錦絵 明治3年（1870年）
- 楊洲周延『枢密院会議之図』
- 3代目歌川広重 『横浜波止場ヨリ海岸通異人館真図』 大判3枚続 錦絵 明治6年（1873年）ころ
- 3代目歌川広重『東海道五十三次』 大判 錦絵揃物
- 『流行英語尽し』 明治10年（1877年）
- 月岡芳年 『風俗三十二相』 大判33枚揃（内、目録1枚） 錦絵 明治21年（1888年）
- 中澤年章 『我第二軍 摩天嶺の砲基占領之図』 大判3枚続 明治28年（1895年、馬喰町2丁目14）
- 中澤年章 『我第二軍 威海衛砲基占領之図』 大判3枚続 明治28年（馬喰町2丁目14）
- 中澤年章 『牛荘市街大激戦我軍大破清兵』 大判3枚続 明治28年
- 中澤年章 『講和談判之図』 大判3枚続 明治28年
- 中澤年章 『三曲合奏之図』 大判3枚続 明治28年
- 中澤年章 『美人画 始玄春召色不信再号情』 大判3枚続 明治28年
- 中澤年章 『日本歴史教訓画 大石良雄』 大判3枚続 明治31年（1898年）
- 楊斎延一 『東京名所上野公園之景』 大判3枚続 錦絵 明治32年（1899年）